# Паточка, Ян
Ян Па́точка (чеш. Jan Patočka; 1 июня 1907, Турнов — 13 марта 1977, Прага) — чешский философ феноменологического направления, автор трудов по моральной и политической философии, правозащитник.

## Биография

### Ранние годы
Ян Паточка родился на севере Чехии в Турнове в семье преподавателя классической литературы и оперной певицы. Среднее образование получил в пражской гимназии имени Яна Неруды. Изучал философию, славянскую и романскую филологию в Карловом университете в Праге, получил степень доктора наук в 1931 году, затем учился в 1928—1929 года учился в Париже, где познакомился с Эдмундом Гуссерлем. Учился в Берлине, Фрайбурге, там встретился с Мартином Хайдеггером, познакомился и на всю жизнь подружился с Ойгеном Финком. В 1934 году вернулся в Чехословакию, работал преподавателем в Праге.
С 1934 года — секретарь Пражского философского кружка Cercle philosophique de Prague pour les recherches sur l’entendement humain. C 1936 по 1939 год преподавал в качестве приват-доцента в Карловом университете. В 1936 вышла его книга «Přirozený svět jako filosofický problém» (Жизненный мир как философская проблема). Паточка в ней развивал гуссерлевское понятие «жизненного мира» в духе хайдеггеровской идеи историчности. Переводил сочинения Гегеля и Шеллинга.
В 1937 году женился на Хелене Матоушковой.
После прихода нацистов в 1939 году Паточка был вынужден на время прервать преподавательскую работу, затем работал учителем, в 1944 подвергся тюремному заключению.

### В Послевоенной Чехословакии
- 1945—1949: преподавал в Карловом университете и Масариковом университете в Брно. Во время сталинизации Чехии в 1949 ему была запрещена деятельность преподавателя.
- 1950—1954: сотрудник Института им. Масарика и Библиотеки им. Масарика.
- 1954—1958: сотрудник Научно-исследовательского института педагогики Чехословацкой Академии наук. Занимался изданием трудов Яна Амоса Коменского.
- 1958—1968: сотрудник Института философии Чехословацкой Академии наук, читал лекции в Федеративной Республике Германия.
- 1968: получил степень профессора философии в Карловом университете.

Обладал большим моральным авторитетом среди чешской интеллигенции. Движение «Пражская весна» присудило ему орден, почетным пенсионером которого он был до 1972 года. Паточка, вместе с Вацлавом Гавелом, Зденеком Млынаржем, Иржи Гаеком и Павлом Когоутом, стал одним из первых подписавших Хартию-77, которая выступила за соблюдение прав гражданина и человека в ЧССР. 3 марта был задержан в полиции на 11 часов и допрошен. В тот же день был доставлен в больницу. Умер от кровоизлияния в мозг 13 марта 1977 года.
Похоронен на Бржевновском кладбище в Праге.

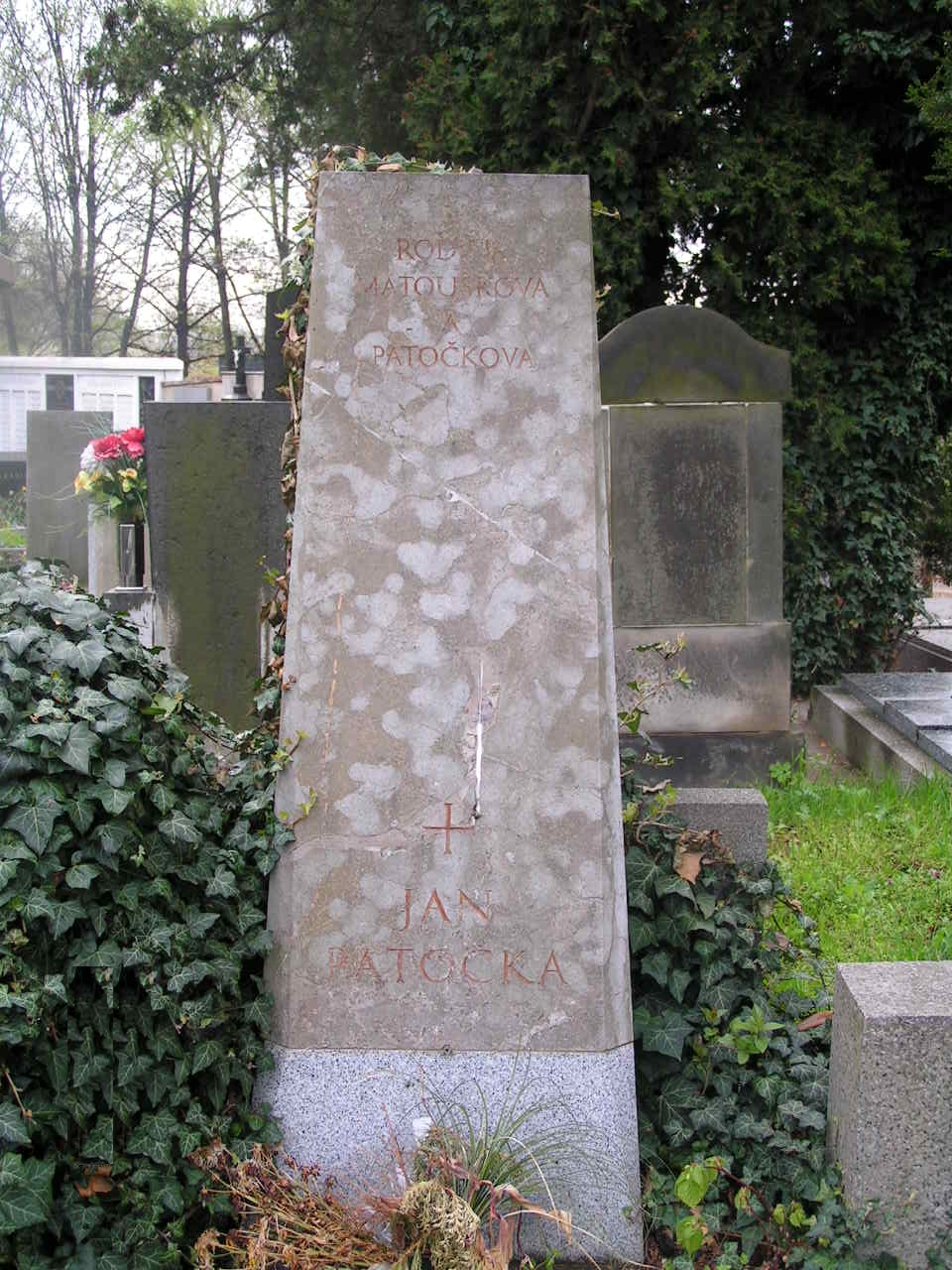
Могила

Среди его учеников — драматург и политик Вацлав Гавел, философ и социолог Вацлав Белоградский.

## Наследие и признание
Труды Паточки изданы на английском и французском языках, в ФРГ вышло собрание его сочинений в 5 томах. (1987—1992). К его идеям обращались Поль Рикёр, Жак Деррида и Роман Якобсон.
В 2007 году в Чехии прошла приуроченная к столетию мыслителя международная конференция «Ян Паточка, чешская история и Европа».

## Философия
Согласно Паточке Европа как наднациональная целостность, объединенная идеей разума, появилась ещё в Античную эпоху. К наследникам Европы он относит США. Под концом Европы он понимает переход европейских ценностей с регионального на планетарный уровень (глобализация), который произошел после Второй мировой войны. После конца Европы наступает пост-Европа.

## Труды
- Přirozený svět jako filosofický problém (1936, диссертация, переиздания 1970, 1992)
- Česká vzdělanost v Evropě (1940)
- Aristoteles, jeho předchůdci a dědicové (1964)
- O smysl dneška (1969)
- Kacířské eseje o filosofii dějin (1975, опубл. в самиздате, переизд. 1990)
- Negativní platonismus (1990)
- Platón. Přednášky z antické filosofie (1991)
- Sókratés (1991)
- Tři studie o Masarykovi (1991)
- Co jsou Češi? (1992)
- Evropa a doba poevropská (1992)
- Platón (1992)
- Úvod do fenomenologické filosofie (1993)
- Tělo, společenství, jazyk, svět (1995)
- Umění a čas (2004)

## Публикации на русском языке
- Негативный платонизм// Топос, 2006, № 3 (14) (PDF)
- Еретические эссе о философии истории. Минск: Логвинов, 2008
- Европа и Пост-Европа. Минск: Логвинов, 2011